# Alexeevca, Edineț
Alexeevca este un sat din raionul Edineț, Republica Moldova.

## Demografie

### Structura etnică
Structura etnică a satului conform recensământului populației din 2004:
| Grup etnic         | Populație | % Procentaj |
| ------------------ | --------- | ----------- |
| Ucraineni          | 452       | 61,83%      |
| Moldoveni / Români | 236       | 32,28%      |
| Ruși               | 31        | 4,24%       |
| Găgăuzi            | 7         | 0,96%       |
| Alții              | 5         | 0,68%       |
| Total              | 731       | 100%        |

## Administrație și politică
Componența Consiliului local Alexeevca (9 consilieri), ales la 5 noiembrie 2023, este următoarea:
|  | Partid                                       | Consilieri | Componență | Componență | Componență | Componență | Componență |
|  | -------------------------------------------- | ---------- | ---------- | ---------- | ---------- | ---------- | ---------- |
|  | Partidul Socialiștilor din Republica Moldova | 5          |            |            |            |            |            |
|  | Partidul „Renaștere”                         | 3          |            |            |            |            |            |
|  | Candidat independent ANATOLIE BUȘAN          | 1          |            |            |            |            |            |